# Star Wars-nap
A nemzetközi Star Wars-napot minden év május negyedikén tartják a Csillagok háborúja sorozat rajongói.
A dátum eredete egy angol szójáték. A filmek visszatérő mondata, „Az erő legyen veled!” eredetileg, angol nyelven így hangzik: „May the force be with you!”, amit könnyen „May the fourth be with you!”-nak (Május negyedike legyen veled!) lehet érteni vagy mondani.
A szójáték a Star Wars IV. rész – Egy új remény 1977-es bemutatója után két évvel lett ismert. 1979. május 4-én, Margaret Thatcher, az Egyesült Királyság első női miniszterelnökének megválasztása után pártja a következő hirdetéssel köszöntötte a London Evening Newsban: "May the Fourth Be with You, Maggie. Congratulations." (Május negyedike legyen veled, Maggie. Gratulálunk.)